# Springdale (Wisconsin)
Springdale – miasto w Stanach Zjednoczonych, w stanie Wisconsin, w hrabstwie Dane.